# Charlotte Delbo
Charlotte Delbo (Vigneux-sur-Seine, 10 d'agost de 1913 - París, 1 de març de 1985) fou una escriptora francesa, coneguda per la seva trilogia de memòries dels camps d'Auschwitz-Birkenau i de Ravensbrück, on va ser deportada com a membre de la resistència.

## Biografia
Era la gran dels quatre fills del fuster Charles Delbo i d'Erménie Morero, emigrants italians.
Estudiant de filosofia a La Sorbona, es va interessar pel teatre i la política i es va afiliar al Partit Comunista Francès el 1932. Es va casar amb George Dudach el 1934 i més tard fou secretària de l'actor, director i productor Louis Jouvet.
Mentre estava de gira teatral per Buenos Aires, la Wehrmacht ocupa França (1941), i ella torna a París dient a Jouvet He d'anar-hi, no puc estar segura mentre guillotinen els altres, no podré mirar ningú a la cara.
El seu marit era membre actiu de la resistència francesa com a correu secret del poeta Louis Aragon, tots dos formaven part del grup de Georges Politzer. El 2 de març de 1942 foren detinguts pels alemanys.
El 23 de maig afusellen Dudach, que tenia 28 anys i envien Delbo a diversos camps de trànsit de França fins que el gener de 1943 la deporten en tren amb 229 dones més cap a Auschwitz. Formaven l'anomenat Convoi du 24 janvier, un dels pocs transports de presoners no jueus, que normalment anaven destinats al camp de concentració de Mauthausen-Gusen. També se li ha dit Comboi dels 31.000, en referència a la numeració del tatuatge que portarien per sempre més al braç. Van entrar al camp cantant La Marsellesa i només en van sobreviure 49. En aquest mateix vagó hi anaven Marie-Claude Vaillant-Couturier, filla de Lucien Vogel que testificaria en els judicis de Nuremberg; France Rondeaux, neboda d'André Gide; Vittoria "Viva" Daubeuf, filla de Pietro Nenni; Simone Sampaix, filla de l'editor de L'Humanité; Marie "Mai" Politzer, esposa de Georges Politzer; Adelaide "Heidi" Hautval, doctora que testificaria sobre les atrocitats mèdiques nazis; i Helene Solomon-Langevin, filla del físic Paul Langevin.
Charlotte Delbo creu que en part va sobreviure gràcies als poemes que rememorava amb un gran esforç de memòria (en va arribar a reconstruir 57) i els textos teatrals que era capaç de recordar (sobretot Le Misanthrope i Ondine) així com la seva vida d'abans i el diàleg amb les altres deportades. L'any 1974 declara que, malgrat l'horror del camp d'on «no tornarà cap animal», considerava que hi va aprendre «coses que no tenen preu» : el valor, la bondat, la generositat, la solidaritat i tot allò que li va donar «una gran confiança en les companyes». Ella i les seves companyes de deportació tenien l'obsessió que almenys una en sortís viva per deixar testimoni del que els havia passat. Fou doncs durant la deportació que va decidir que, si sobrevivia, escriuria el llibre que pren per títol un vers de Guillaume Apollinaire: Cap de nosaltres tornarà.
Alliberada per la Creu Roja el 23 d'abril de 1945, fou repatriada a França el 23 de juny passant per Suècia.
Al seu retorn va escriure la trilogia Auschwitz i després, però va posposar la seva publicació fins a l'any 1965 per poder-li donar la correcta perspectiva històrica. Va ser la primera dona que ho va fer. Els dos últims volums es van publicar el 1970 i 1971.
La peça teatral "Qui Rapportera Ces Paroles?" tracta sobre la seva experiència a Birkenau.
Influïda per David Rousset i Jorge Semprún, abandona els ideals comunistes en conèixer l'existència d'altres camps de presoners. Durant la Guerra d'Argèlia publica el manifiest antibèl·lic "Les belles lettres".
A la dècada dels 60 treballa per a la ONU i amb Henri Lefebvre. Mai no va tenir fills ni desitjos de ser mare. Mor de càncer de pulmó el 1985. Les seves darreres paraules, adreçades a la seva millor amiga van ser «Els diràs que vaig tenir una bella vida».

## Publicacions
- Les Belles Lettres, París, Minuit, 1961.
- Le Convoi du 24 janvier,París, Minuit, 1965, 1978, 1995.
- Auschwitz et après [Auschwitz i després]:[1]
  - Aucun de nous ne reviendra, París, Gonthier, 1965; Minuit, 1970, 1979, 1995, 2014. [Cap de nosaltres tornarà, trad. catalana de Valèria Gaillard per a Club Editor, 2020. Club dels novel·listes; 86. ISBN 9788473292504]
  - Une connaissance inutile, París, Minuit, 1970. [Un coneixement inútil, editat conjuntament amb Cap de nosaltres tornarà en un sol volum]
  - Mesure de nos jours, París, Minuit, 1971, 1994. [La mesura dels nostres dies, trad. catalana de Valèria Gaillard per a Club Editor, 2019. Club dels novel·listes; 78. ISBN 9788473292344]
- Spectres, mes compagnons, Lausana, Maurice Bridel, 1977; París, Berg, 1995.
- La Mémoire et les Jours, París, Berg International, 1985, 1995.

Teatre:
- La Théorie et la Pratique, París, Anthropos, 1969.
- La Sentence, pièce en trois actes, París, P.-J. Oswald, 1972.
- Qui rapportera ces paroles ?, París, P.-J. Oswald, 1974. HB, Aigues-vives, 2001.
- Maria Lusitania, París, P.-J. Oswald, 1975.
- La Ligne de démarcation y La Capitulation, París, P.-J. Oswald, 1977.
- Les Hommes, inèdita.